# لری کراون
لری کراون (انگلیسی: Larry Crowne) فیلمی در ژانر کمدی-درام به کارگردانی تام هنکس است که در سال ۲۰۱۱ منتشر شد. داستان فیلم که از تجارب شخصی هنکس الهام گرفته شده دربارهٔ مرد میانسالی است که پس از آن‌که شغلش را به واسطه نداشتن مدرک دانشگاهی از دست می‌دهد تصمیم می‌گیرد، به دانشگاه برود.

## بازیگران
- جولیا رابرتس
- سدریک اینترتینر
- ترجی پی. هنسون
- تام هنکس
- گوگو امبتا-را
- ویلمر والدراما
- برایان کرانستون
- پم گریر
- رامی ملک
- ماریا کانالز باررا
- ریتا ویلسون
- جرج تاکی
- داله دای
- مالکوم برت
- راب ریگل